# Pectinichelus brunneus
Pectinichelus brunneus är en skalbaggsart som beskrevs av Ernst Gustav Kraatz 1882. Pectinichelus brunneus ingår i släktet Pectinichelus och familjen Melolonthidae. Inga underarter finns listade i Catalogue of Life.